# Индия на зимних Олимпийских играх 2002
Индия принимала участие в Зимних Олимпийских играх 2002 года в Солт-Лейк-Сити (США) в шестой раз за свою историю, но не завоевала ни одной медали. Страну представлял только один спортсмен — 20-летний саночник Шива Кешаван, для которого это были уже вторые Олимпийские игры. 

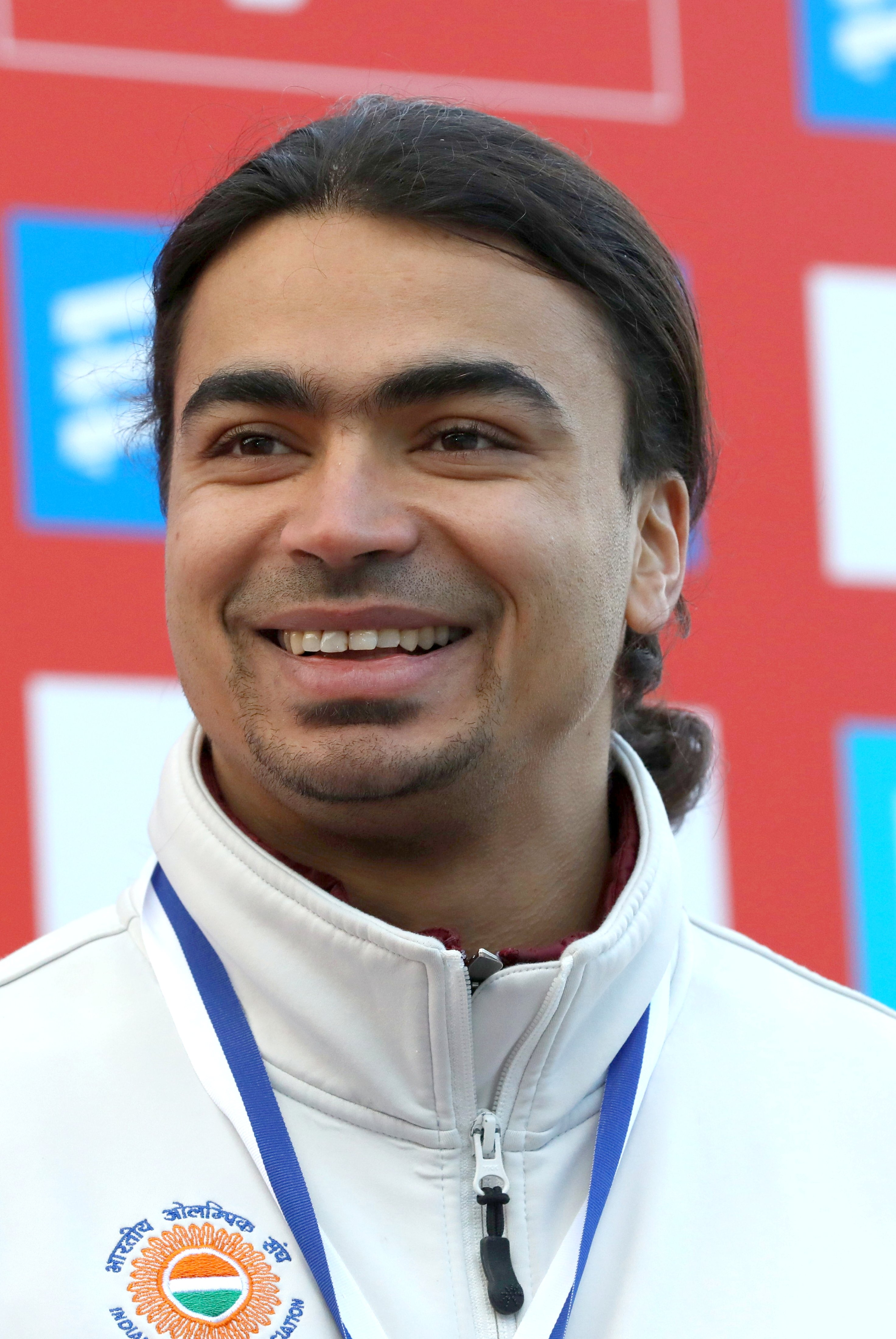
Шива Кешаван

## Результаты соревнований

### Санный спорт
Соревнования среди мужчин на одиночных санях  11 февраля в Олимпийском парке штата Юта города Парк-Сити. 
Мужчины
| Спортсмен    | 1 заезд   | 1 заезд | 2 заезд   | 2 заезд | 3 заезд   | 3 заезд | 4 заезд   | 4 заезд | Итоговый результат | Итоговый результат |
| Спортсмен    | Результат | Место   | Результат | Место   | Результат | Место   | Результат | Место   | Результат          | Место              |
| ------------ | --------- | ------- | --------- | ------- | --------- | ------- | --------- | ------- | ------------------ | ------------------ |
| Шива Кешаван | 45.881    | 27      | 45.977    | 31      | 46.700    | 40      | 46.425    | 36      | 3:04.983           | 33                 |